# Wandersiedlung
Die Wandersiedlung (auch semipermanente oder temporäre Siedlung) ist ein Phänomen der mittel- und nordeuropäischen Vorgeschichte. Wandersiedlungen wurden nach weniger als einer Generation (wegen Bodenerschöpfung) teilweise nur um ein paar hundert Meter verlegt. Auf eine semipermanente Siedlungsweise wurde aufgrund der bisweilen mehrfachen Überschneidung der Siedlungsgebiete geschlossen. Die Lage der allerersten Siedlung, des so genannten „alten Dorfes“ ist kulturhistorisch gut zu begründen.
In Dänemark ist die Vandrelandsby genannte Form von der Bronze- über die Eisenzeit bis ins 11. Jahrhundert nachzuweisen. Die Ausgrabung von Vorbasse bei Billund ist ein Beispiel für das eisenzeitliche Wanderdorf. Wo das heutige Vorbasse seinen Standort hat, zog das prähistorische Dorf mehrmals um. Die Siedlung bestand aus mehreren identischen Bauernhöfen, die entlang einer Hauptstraße verteilt waren.
Schon im Jahre 1950 war Reinhard Schindler (1912–2001) im Umland von Hamburg auf das Phänomen gestoßen, wobei eine Parallelität der Plätze mitunter schwer nachzuweisen ist. Heiko Steuer ist der Ansicht, dass eine Verlagerung ganzer Dörfer eine Allmende oder die regelmäßige Umverteilung von Ackerland voraussetzt.
In Dänemark gelten Grøntoft, Hodde, Nørre Snede, Sejlflod und Vorbasse als Wandersiedlungen (dänisch Landsbysamfund i forvandling).
In den Niederlanden waren Kootwijk bei Appeldorn in Gelderland, Orte in der Drenthe und in Friesland permanente Wandersiedlungen.
In der Norddeutschen Geest wurde die kaiserzeitliche und frühmittelalterliche Siedlung bei Gristede im Ammerland erforscht.